# Калько
Калько (итал. Calco) —  коммуна в Италии, располагается в регионе Ломбардия, подчиняется административному центру Лекко. 
Население составляет 4039 человек, плотность населения составляет 1010 чел./км². Занимает площадь 4 км². Почтовый индекс — 22050. Телефонный код — 039.
Покровителем коммуны почитается святой Вигилий.